# Pseudodalatias
Pseudodalatias è uno squalo estinto, dalla posizione sistematica incerta. Visse tra il Triassico medio e il Triassico superiore (circa 240 - 205 milioni di anni fa) e i suoi resti fossili (esclusivamente denti) sono stati ritrovati in Italia, in Spagna, in Francia, in Belgio e in Inghilterra.

## Descrizione
Tutto ciò che si conosce di questo animale sono alcuni denti fossili, che si rinvengono isolati o in piccole serie complete da undici denti ciascuna. Le serie di denti non sono di grandi dimensioni, e raggiungono al massimo tre centimetri di lunghezza. Una serie completa è composta da un dente centrale (sinfisale) dal profilo laterale simmetrico, e da cinque coppie di denti laterali a profilo asimmetrico. I denti sono seghettati e portano dai quattro ai sei dentelli su ciascun lato. L'aspetto dell'animale è del tutto misterioso; si trattava probabilmente di un minuscolo squalo predatore.

## Classificazione
Pseudodalatias è noto esclusivamente grazie ai suoi denti, che si rinvengono in alcuni giacimenti europei. Denti isolati della specie tipo, Pseudodalatias barnstonensis, si trovano nei bonebeds inglesi e in Francia, mentre in Italia sono state ritrovate alcune serie complete, soprattutto in provincia di Bergamo. In Spagna, in livelli più antichi (Triassico medio, circa 240 milioni di anni fa) sono stati ritrovati i fossili di un'altra specie, P. henarejensis, che dimostra come la dentatura di questi animali si sia specializzata nel corso dei milioni di anni verso una funzione tagliente.
Non è chiaro quale fosse la classificazione di Pseudodalatias; di certo la morfologia dentaria è molto diversa da quella dei contemporanei ibodonti. Il genere è stato ascritto al gruppo degli Euselachii in una famiglia a sé stante (Pseudodalatidiidae). Pseudodalatias presenta una dentatura caratteristica che richiama i neoselaci, ma è sprovvista della microstruttura lamellare a tre livelli tipica del gruppo. È probabile che Pseudodalatias fosse un rappresentante primitivo dei batoidi o dei neoselaci, mentre sembra poco plausibile che fosse uno squalo ibodonte aberrante.

## Paleobiologia
I sedimenti in cui sono stati ritrovati i fossili di questo animale indicano che Pseudodalatias viveva in acque superficiali di bacini marini tropicali chiusi, i cui fondali erano caratterizzati dall'estrema scarsità o carenza di ossigeno. La dentatura di Pseudodalatias permetteva a questo animale di trattenere e tagliare a pezzi le sue prede.

## Galleria d'immagini

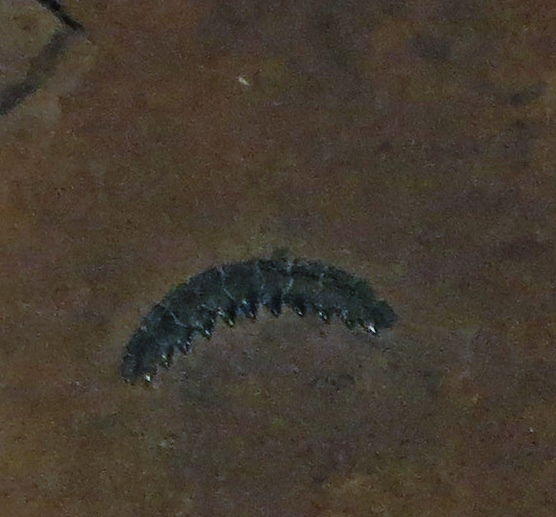
Dentatura di Pseudodalatias barnstonensis, Cene
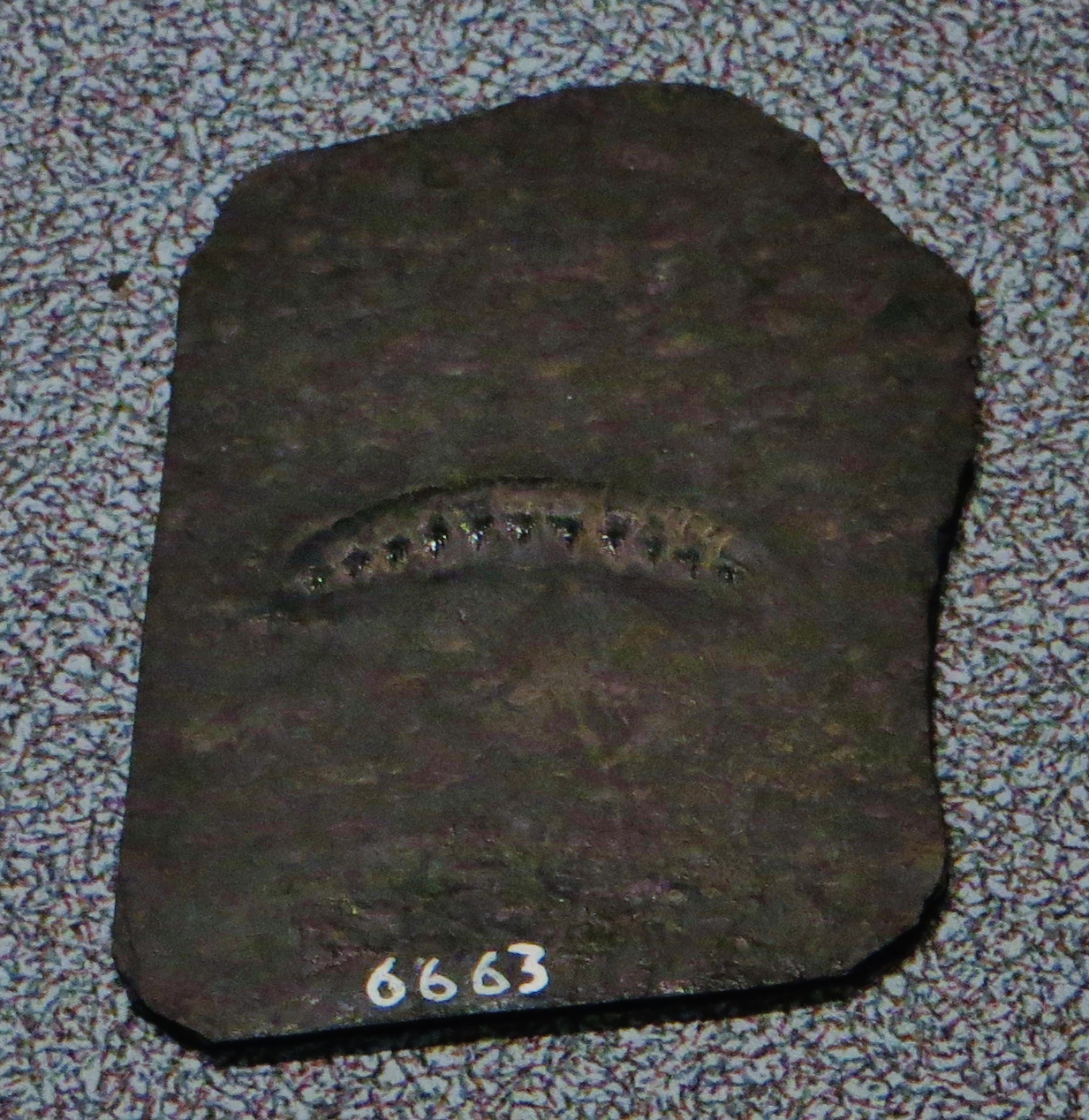
Dentatura di Pseudodalatias barnstonensis, Berbenno
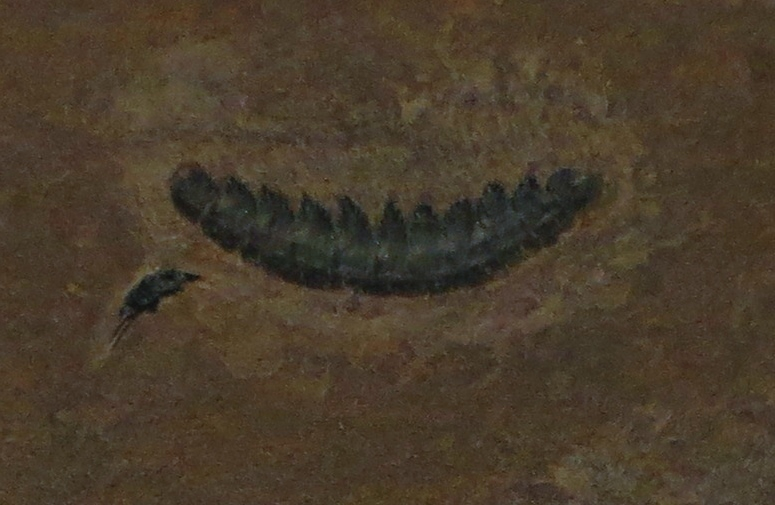
Dentatura di Pseudodalatias barnstonensis, Zogno
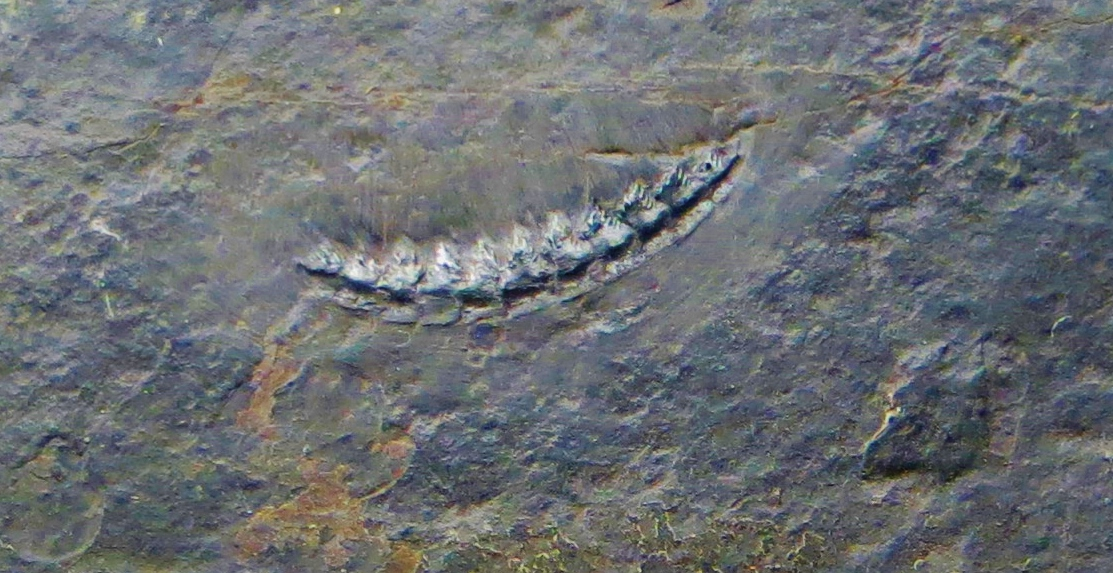
Dentatura di Pseudodalatias barnstonensis, Ponte Giurino